# Melanoxylon
Melanoxylon är ett släkte av ärtväxter. Melanoxylon ingår i familjen ärtväxter.
Kladogram enligt Catalogue of Life:
| Melanoxylon | \| \| Melanoxylon brauna \| \| \| \| \| \| Melanoxylon speciosum \| \| \| \| |
|             | \| \| Melanoxylon brauna \| \| \| \| \| \| Melanoxylon speciosum \| \| \| \| |
|             | Melanoxylon brauna                                                           |
|             |                                                                              |
|             | Melanoxylon speciosum                                                        |
|             |                                                                              |